# OU Возничего
OU Возничего (лат. OU Aurigae), HD 244304 — одиночная переменная звезда в созвездии Возничего на расстоянии (вычисленном из значения параллакса) приблизительно 5224 световых лет (около 1602 парсеков) от Солнца. Видимая звёздная величина звезды — от +13,2m до +12,4m.

## Характеристики
OU Возничего — красная углеродная пульсирующая медленная неправильная переменная звезда (LB) спектрального класса C(N). Эффективная температура — около 3297 К.